# Domen Novak
Domen Novak (ur. 12 lipca 1995 w Novo mesto) – słoweński kolarz szosowy.

## Najważniejsze osiągnięcia
2013
- 1. miejsce w mistrzostwach Słowenii juniorów (start wspólny)

2016
- 3. miejsce w GP Laguna Poreč
- 6. miejsce w Tour of Croatia
- 3. miejsce w Małopolskim Wyścigu Górskim

2017
- 7. miejsce w Tour of Japan

2018
- 10. miejsce w Tour of Croatia
- 2. miejsce w mistrzostwach Słowenii (start wspólny)

2019
- 1. miejsce w mistrzostwach Słowenii (start wspólny)
- 5. miejsce w Tour of Croatia

2022
- 3. miejsce w Dirka po Sloveniji

2024
- 1. miejsce w mistrzostwach Słowenii (start wspólny)